# 普拉夫金斯克
普拉夫金斯克（俄语：Пра́вдинск），舊稱東普魯士地區弗里德蘭 （德語：Friedland in Ostpreußen）是俄羅斯加里寧格勒州南部的一個城市。2002年人口4,480人。
1312年由條頓騎士團建立，1525年納入普魯士公國版圖。1807年爆發了弗里德蘭戰役。1945年前屬德國東普魯士省管轄，二戰後割讓予俄國。其舊名意思是「和平之地」。現名的字根意思是「真理」。